# 南开女子中学
南开女子中学源于1902年严修创办的严氏女学。1923年9月，南开学校女中部成立，招收学生78人，租用六德里民舍。
1926年3月，位于南开学校操场南端的新校舍落成。六德里校舍后成为南开小学所在地。1937年，南开学校各部均被侵华日军炸毁。
1946年9月1日，南开女中复校，暂用南开中学东楼授课。同年，南开女中迁址甘肃路。1952年12月，天津市将全部私立中小学校收归公立，南开女中改为市立第七女子中学。1966年，文革开始，学校更名为天津市东方红中学。1985年，在女中甘肃路校舍建天津市第二南开中学。